# Экстериоризация
Экстериориза́ция (фр. exteriorisation — обнаружение, проявление, от лат. exterior — наружный, внешний) — переход действия из внутреннего во внешний план и, в частности, превращение внутреннего психического действия во внешнее действие. Противоположное действие — интериоризация.
Примерами экстериоризации являются реализация изобретателем своих замыслов в физически выраженной форме (схемы, чертежи, текстовое описание, конструкции, устройства и механизмы) или воспроизведение художником своих образов в виде картин. Экстериоризация относится не только к творческой деятельности, но также и к решению каких-либо других задач, где изначально происходит внутреннее осмысление и решение, за которыми следует внешнее отображение: так, баскетболист оценивает расположение игроков на площадке, мысленно рассчитывает траекторию и силу броска, после чего совершает действие.
У детей в период развития совершенствуются оба процесса, экстериоризация и интериоризация.

### Другие значения
Экстериоризация знаний — процесс вывода знаний из неявного в явное состояние. Термин впервые описан Ikujiro Nonaka и Hirotaka Takeuchi в модели SECI.
Иногда этот термин применяют (в частности, в саентологии) для описания процесса выхода души из тела.